# Scorilo
Scorilo (mort peut-être c. 70) était un roi dace qui pourrait avoir été le père de Décébale. Les preuves de sa vie et de son règne sont fragmentaires.

## Sources
Un commandant militaire dace (dux Dacorum) appelé Scorylo est également mentionné par Frontin, qui dit qu'il était au pouvoir pendant une période de troubles à Rome.
L'historien romain Jordanès énumère une série de rois daces-gètes avant Décébale, plaçant un souverain appelé « Coryllus » entre Comosicus et Dorpaneus. On suppose que Coryllus a présidé à un long règne pacifique de 40 ans. Les érudits modernes assimilent parfois ce successeur Dorpanée, jusqu'alors inconnu, au roi Duras attesté dans d'autres sources.  Le nom Coryllus n'est mentionné par aucun autre historien, et il a été avancé qu'il s'agit « d'une faute d'orthographe de Scorilo, un nom dace relativement courant ».
Sur cette base, le Coryllus mentionné par Jordanès a été assimilé au Scorylo mentionné par Frontin. On a également émis l’hypothèse que ce souverain serait également nommé sur un ancien pot dace portant l’inscription latine « Decebalus per Scorilo ». Bien que cela soit loin d'être certain, cela a également été traduit par « Décébale fils de Scorilo ».  Si tel est le cas, cela pourrait signifier que Décébale était le fils de Scorilo, Duras étant peut-être soit un fils aîné, soit un frère de Scorilo.
À partir de ces preuves et des références aux rois daces d'ailleurs, il a été suggéré que Scorilo a régné des années 30 ou 40 après J.-C. jusqu'en 69-70.

## Règne

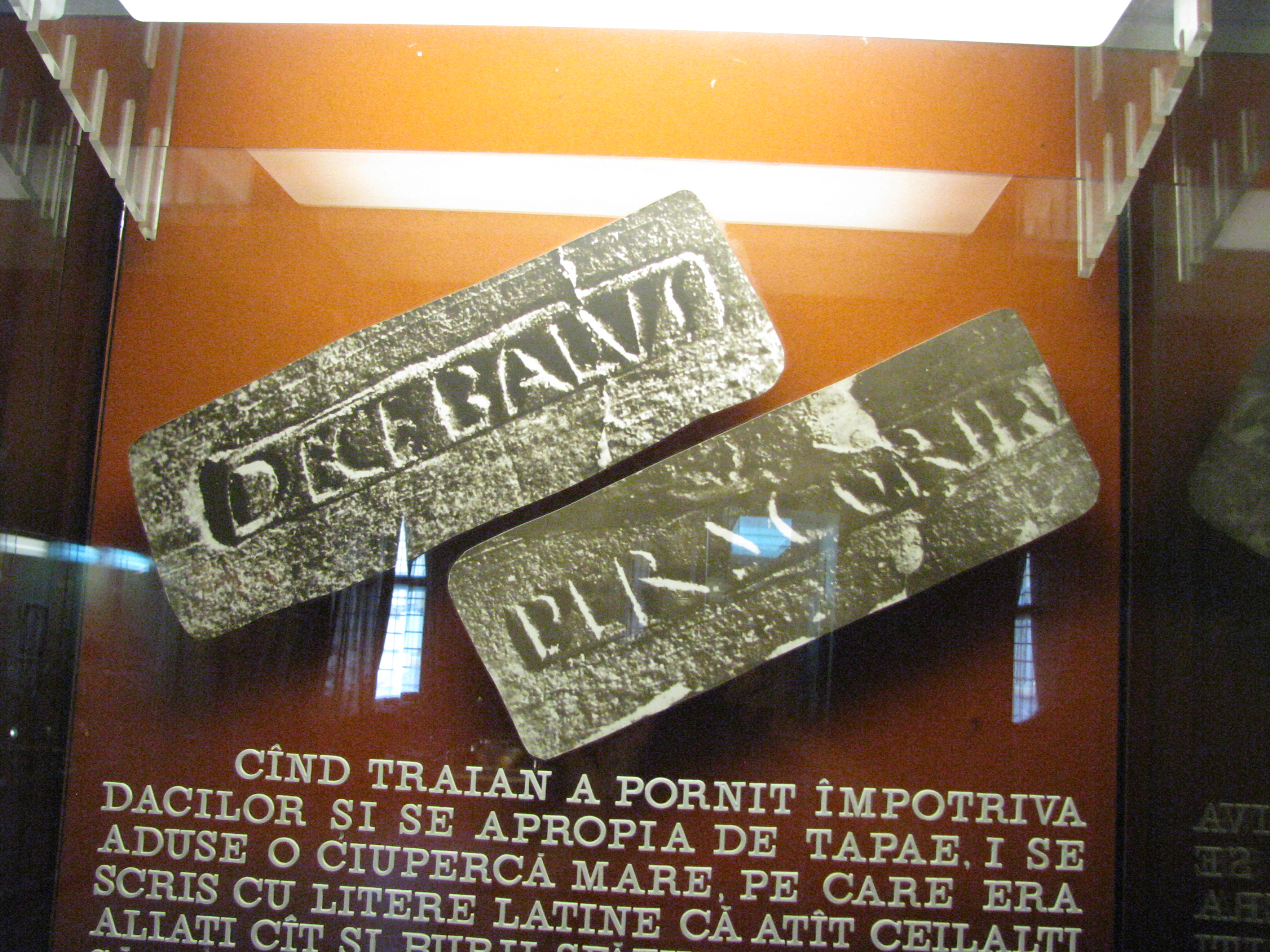
Une reproduction de l'inscription "Decebalus per Scorillo"

Les Daces effectuaient régulièrement des raids sur le territoire romain en Mésie. Les empereurs Tibère et Caligula ont résolu ce problème en payant de l'argent de protection aux Daces sous forme de subventions annuelles. Sous le règne de Néron, les troupes furent retirées de la frontière dace, laissant l'empire vulnérable. Lorsque Néron fut renversé en 68, l'empire fut plongé dans la tourmente de l'année des quatre empereurs. Les Daces semblent avoir tenté de profiter de la situation pour lancer une invasion de la Mésie en alliance avec les Roxolans sarmates. L’invasion était inopportune. Licinius Mucianus, un partisan de Vespasien, avançait avec une armée à travers la Mésie vers Rome pour renverser Vitellius. Les Daces rencontrèrent ses forces de manière inattendue et furent repoussés, subissant une défaite majeure. Ces événements pourraient peut-être avoir coïncidé avec le règne de Scorilo  qui n'est cependant pas mentionné dans les sources anciennes sur ces événements.